# شکاف‌دندان
شکاف‌دندان‌ها ("Solenodon") پستاندارانی سمی، شب‌زی، نقب‌زن، حشره‌خوار متعلق به خانواده شکاف‌دندانان (Solenodontidae) هستند. دو گونه شکاف‌دندان زنده عبارتند از شکاف‌دندان کوبایی (Atopogale cubana) و شکاف‌دندان هیسپانیولایی (Solenodon paradoxus). تهدیدات برای هر دو گونه شامل تخریب زیستگاه و شکار توسط گربه‌ها، سگ‌ها و خدنگ‌های غیربومی است که توسط انسان‌ها برای کنترل مارها و جوندگان به جزایر محل زندگی شاف‌دندان‌ها معرفی شده‌اند.

## گونه‌های موجود

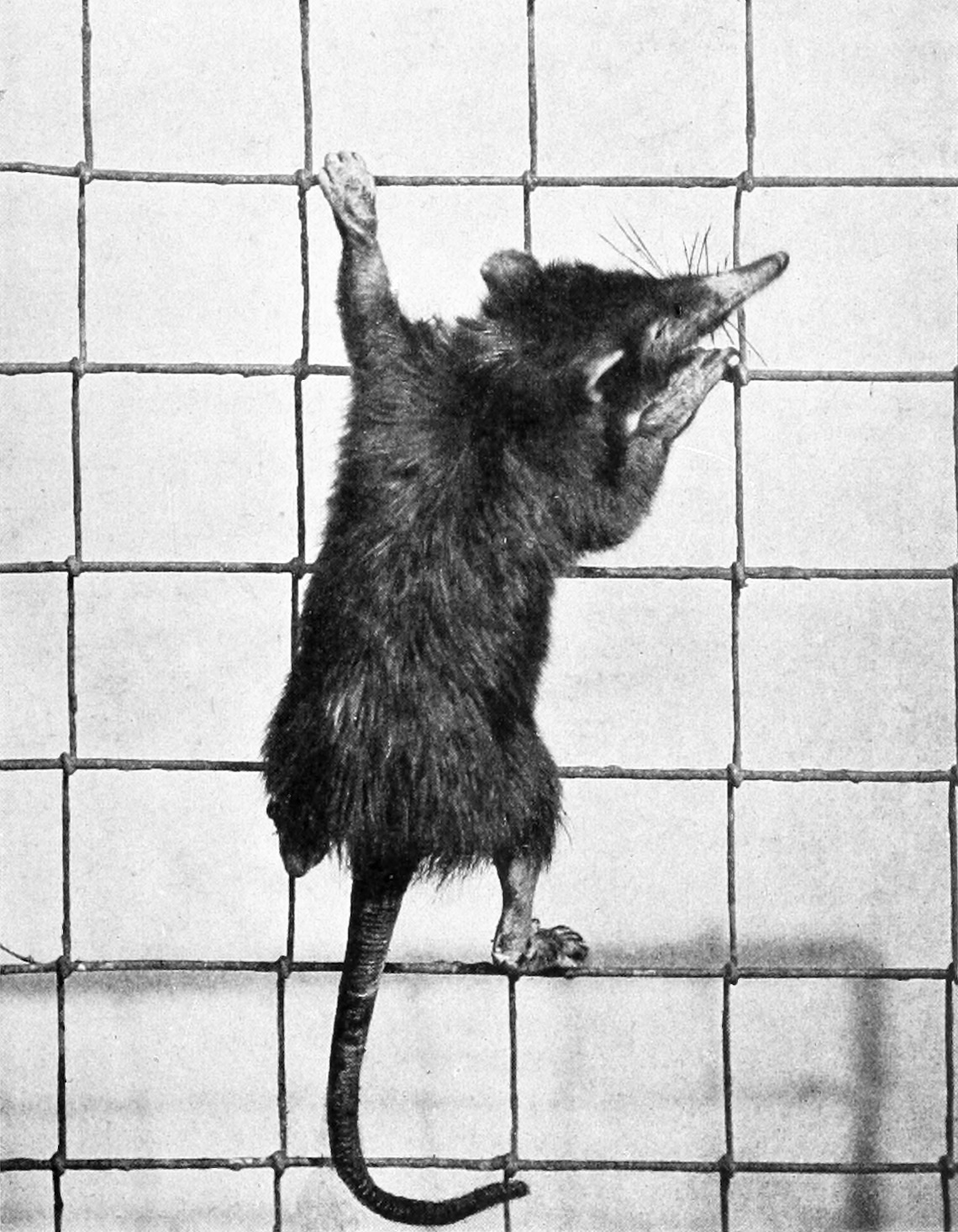
شکاف‌دندان کوبایی در باغ وحش نیویورک

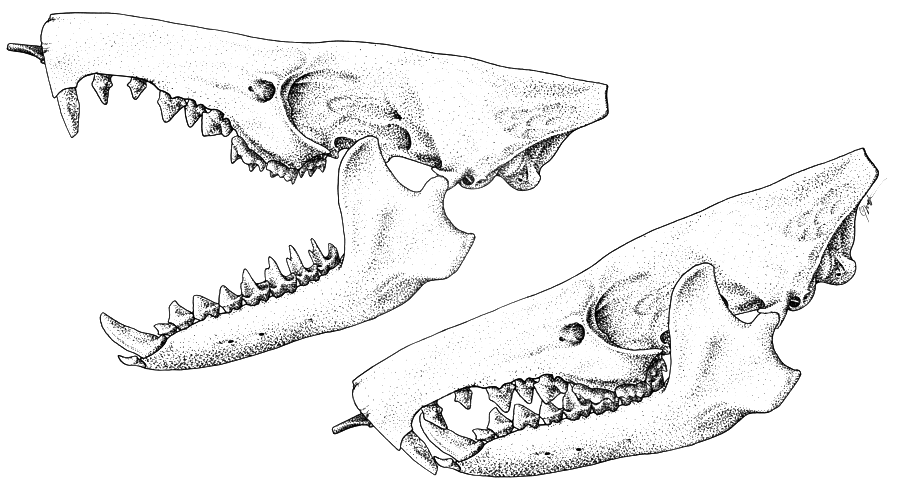
جمجمه شکاف‌دندان هیسپانیولایی

| نگاره | نام علمی            | نام رایج               | پراکندگی                              | وضعیت |
| ----- | ------------------- | ---------------------- | ------------------------------------- | ----- |
|       | Solenodon paradoxus | شکاف‌دندان هیسپانیولایی | هیسپانیولا (هائیتی و جمهوری دومینیکن) | LC    |
|       | Atopogale cubana    | شکاف‌دندان کوبایی       | کوبا                                  | EN    |